# Kazimírovský zámek
Kazimírovský zámek (Zamek Kazimierzowski) se nachází v Přemyšli v Podkarpatském vojvodství na tzv. Zámeckém návrší (270 m/mořem) a je ze všech stran obklopen strmým úbočím. Od 14. století prošel mnohými přestavbami a úpravami, nyní má renesanční vzhled.

## Historie

### 14. století

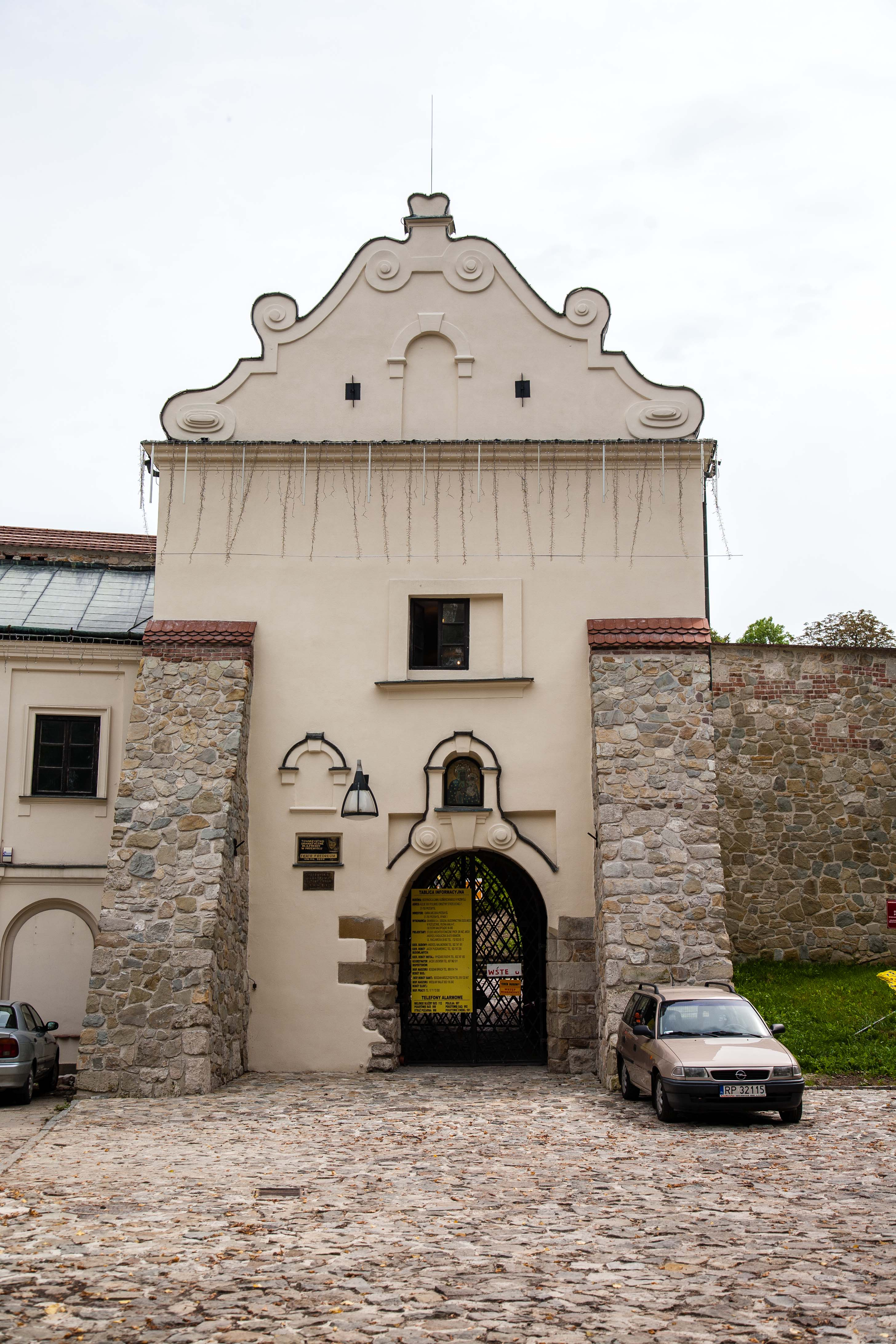
Vstupní brána s podpěrnými pilíři

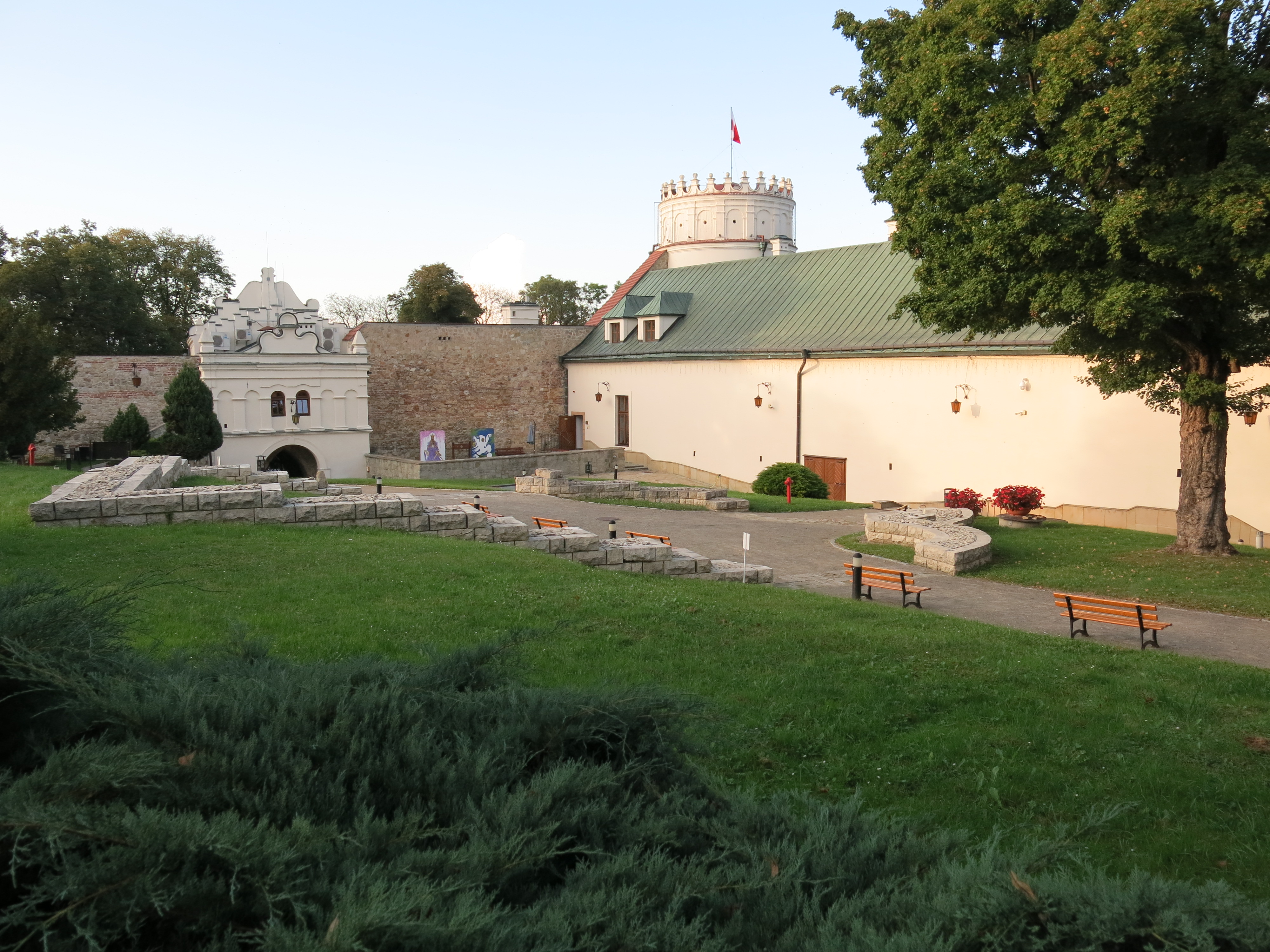
Pohled na vstupní bránu z nádvoří

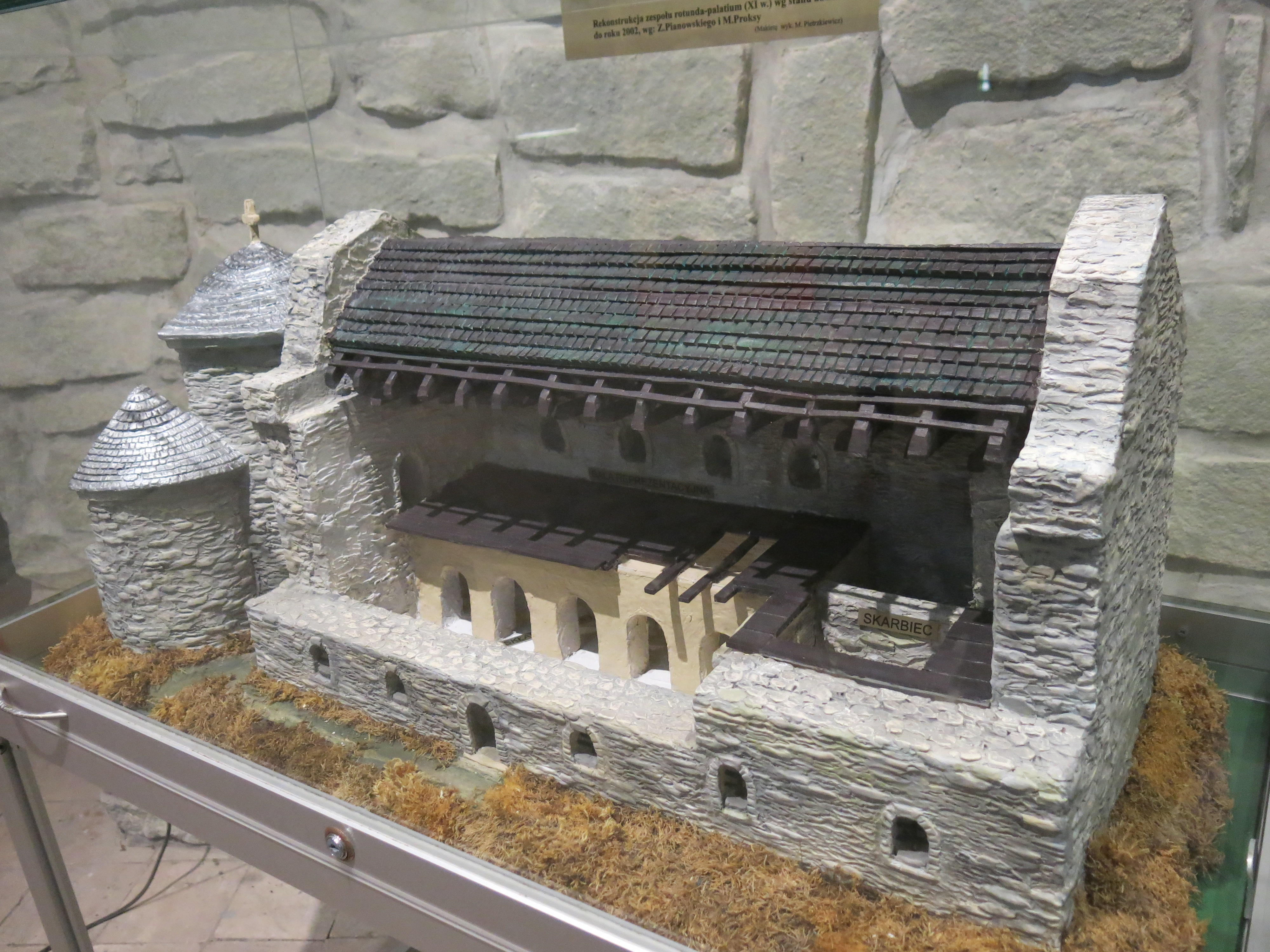
Předpokládaný vzhled rotundy a na ni navazující obytné budovy z 11. století

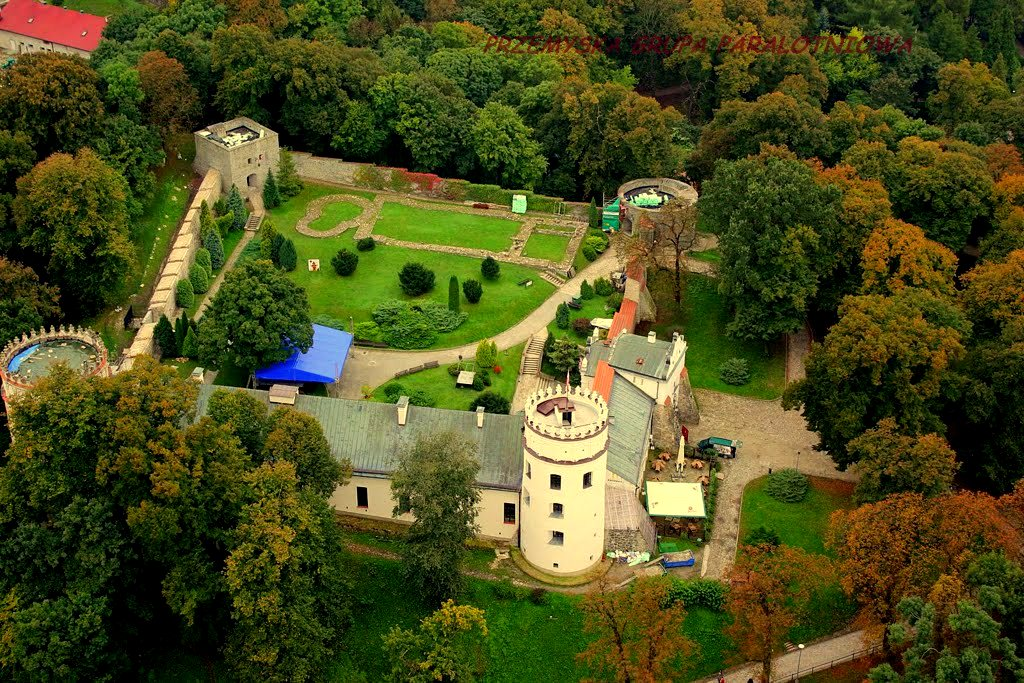
Kazimírský zámek - stav v roce 2012

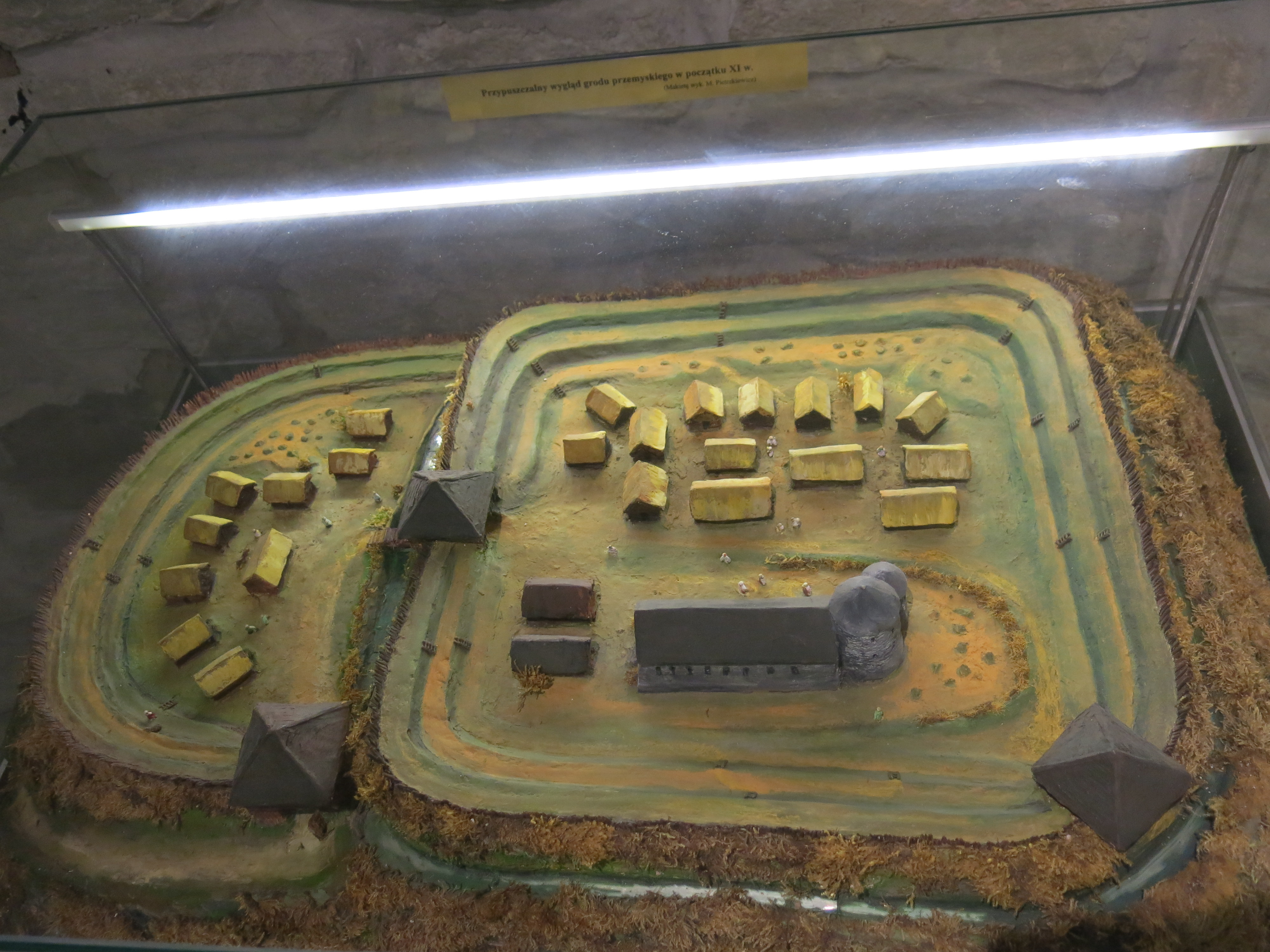
Model předpokládaného vzhledu hradiště v 11. století

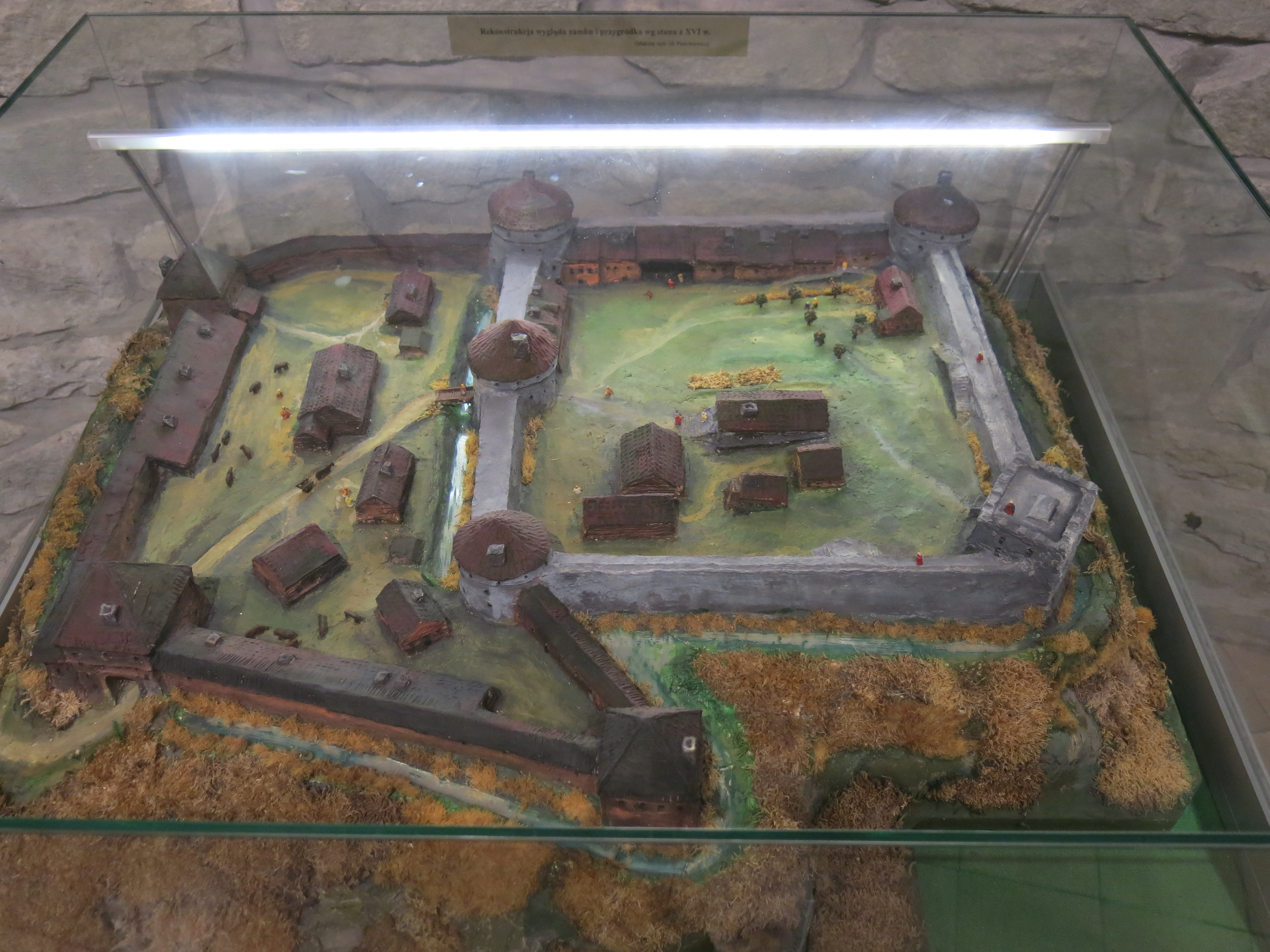
Model předpokládaného vzhledu hradu v 16. století

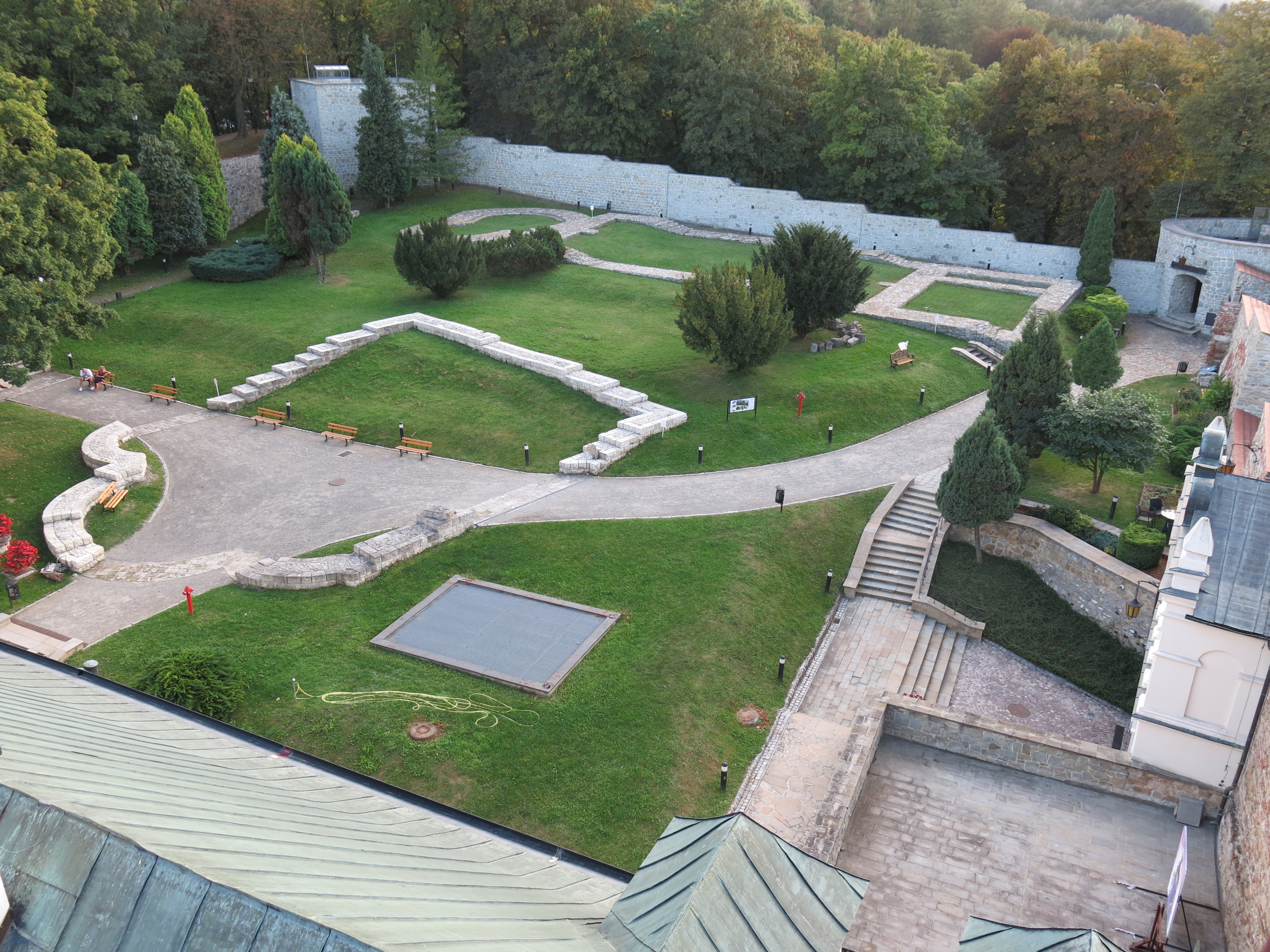
Stav nádvoří s vyznačenými obrysy původních staveb v roce 2020

První zděný hrad zde byl postaven po roce 1340, za vlády Kazimíra Velikého na místě dřevěno-hliněného hradiště. Již na počátku 11. století, král Boleslav Chrabrý, zde postavil kamennou rotunda a na ni navazující obytnou budovu (palác panovníka). Hrad byl postaven v gotickém stylu, mnohokráte přestavovaný a do dnešních dnů z něj přežila pouze originální gotická vstupní brána.

### 15.–17. století
V roce 1498 byl hrad poškozen během invaze Valachů. V letech 1514–1553 byl opraven a na jeho ochranu byly vybudovány obranné bašty. Hrad měl čtyřúhelníkový půdorys s kulatými věžemi ve 3 rozích a čtyřbokou věží v jižním rohu. V letech 1616–1633 byl hrad přestavěn zvýšením severní a východní věže, severovýchodní křídlo bylo přeměněno na obytnou budovu s ambity. V roce 1678 zde byla umístěna královská zbrojnice a ve 2. pol. 17. století byly provedeny pokusy posílit obranyschopnost hradu.

### 18.–19. století
V letech 1759–1762 byla zbouráno jihozápadní opevnění, včetně bašt a postavena nová zeď, která zmenšila plochu hradu asi o 10 metrů. K budově s branou byly přistavěny podpěrné pilíře. V letech 1865–1867 byla provedena rekonstrukce severovýchodního křídla a severní věže. Od roku 1884 má na zámku sídlo a divadelní sál přemyšlská dramatická společnosti „Fredreum“ (nejstarší amatérská divadelní společnost v Polsku).

### 20. století – současnost
Koncem 20. století byla částečně přestavěna jihozápadní hradba a obě věže. Na nádvoří byl odhaleny základy románské rotundy a kláštera, vybudované na konci vlády Boleslava Chrabrého. V roce 2012 začaly další archeologické práce, při kterých byly objeveny pozůstatky trojlodní románské baziliky.